# تاژک‌داران

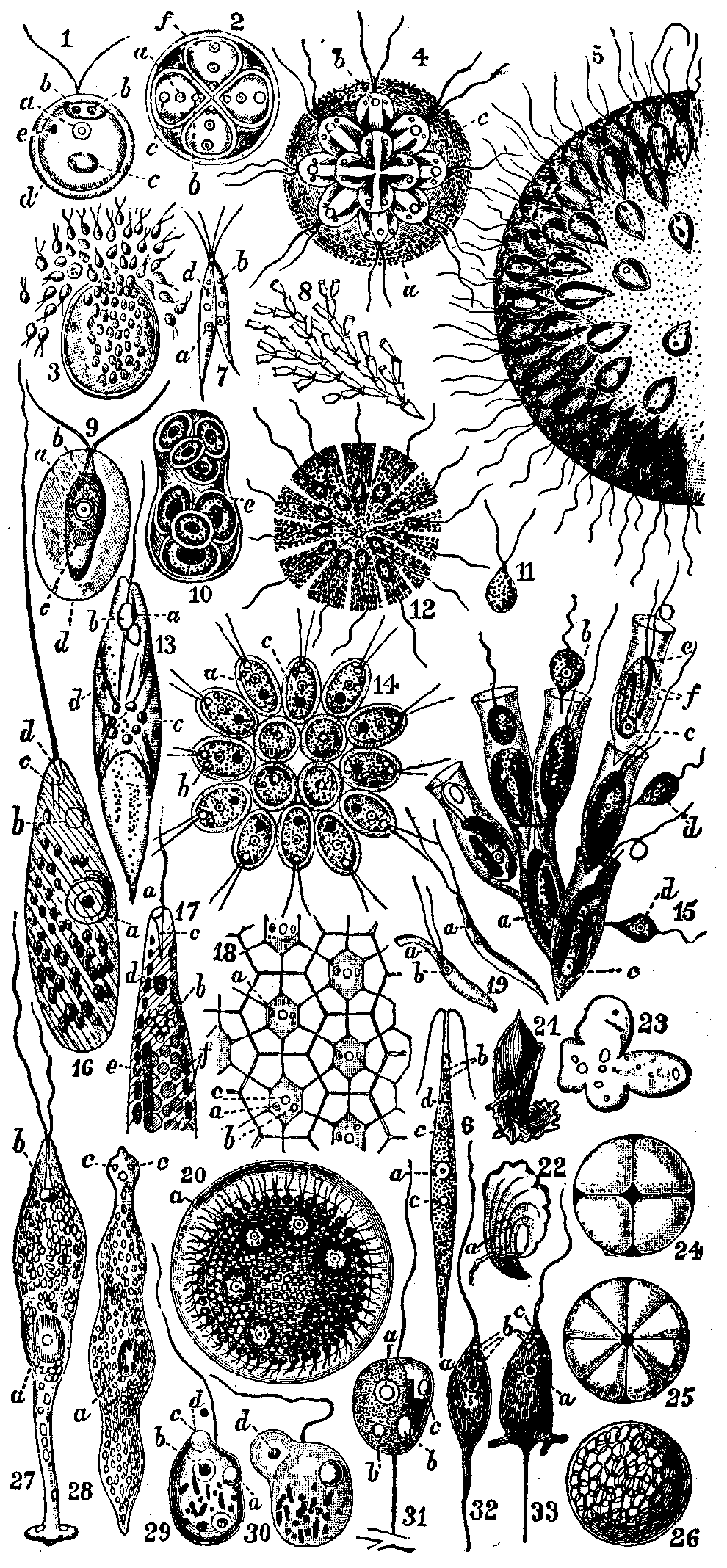

تاژَک‌داران ریزاندامکانی هستند که دارای سازه‌ای شلاق‌مانند به نام تاژک می‌باشند.
برخی یاخته‌ها در شاخه جانوران دارای تاژک می‌باشند که اسپرم یک نمونه از آن است. گیاهان گلدار تاژک نمی‌سازند اما برخی مانند کرف، خزه، جلبک سبز، برخی گیاهان بازدانه و دیگر گیاهان وابسته به آن، تاژک می‌سازند. همچنین اکثر قارچ‌ها یاخته‌هایی بدون تاژک تولید می‌کنند، اما قارچ‌های نخستین مانند قارچ‌های دیگچه‌ای Chytridiomycota تاژک ایجاد می‌کنند. بسیاری از آغازیان ساختاری را به خود می‌گیرند که تک‌سلولی تاژکدار نام دارد.
تاژک‌داران اکسیژن محلول در آب را به صورت انتشار از سطح بدن جذب و گاز کربنیک را دفع می‌کند و به عبارتی تنفس آن‌ها بدین صورت است. تولید مثل در تاژک‌داران به صورت غیرجنسی و به دو روش تقسیم دوتایی طولی و چندتایی صورت می‌گیرد.

## تغذیه در تاژکداران
مشتمل بر سه نوع است: نورپرورده‌رُست Holophytic، پوده‌رست Saprophytic، و حیوان‌گون‌خوار Holozoic.
۱- روش نورپرورد یا فتوسنتز: در این روش تاژکدار غذای خود یعنی کربوهیدرات را به طریقه فتوسنتز از کربن دی‌اکسید، نمکهای غیر آلی، انرژی خورشیدی و بالاخره با کمک کلروفیل و آب طی چند مرحله می‌سازد و استفاده می‌کند.
۲- روش پوده‌رستی: در این روش تاژکدار مواد آلی پوسیده و محلول در آب را از طریق سطح بدن جذب می‌کند و با ترشح آنزیمی روی آنها باعث گوارش و سپس جذب آنها می‌شود.
۳- روش حیوان‌گون‌خواری: در این روش تاژکدار برای شکار طعمهٔ خود را از طریق بلع، به کمک پاهای کاذب یا توسط واکوئل‌های مخصوص و بالاخره از اندام‌های میله‌ای استفاده می‌کند.
| سرده                                          | طبقه‌بندی                                    | طبقه‌بندی قدیمی |
| --------------------------------------------- | ------------------------------------------- | -------------- |
| Multicilia, Mastigamoeba, Phalansterium       | آمیبوزوا                                    | Zoomastigina   |
| Ancyromonas                                   | بی‌پازیان                                    | Zoomastigina   |
| Cercomonas                                    | ریزاریا                                     | Zoomastigina   |
| مته‌تن‌ها, Bodo, Oxymonas, ژیاردیا, Trichomonas | Excavata                                    | Zoomastigina   |
| Bicosoeca                                     | حبابچه‌داران رنگی > ناجورتاژکان > Bicosoecea | Zoomastigina   |
| قیفی‌تاژک‌داران, Codosiga                       | بازگشتیان > قیفی‌تاژک‌داران                   | Zoomastigina   |
| Cryptomonas                                   | حبابچه‌داران رنگی > Cryptophyta              | Phytomastigina |
| Pontosphaera                                  | حبابچه‌داران رنگی > Haptophyta               | Phytomastigina |
| Chromulina, Synura                            | حبابچه‌داران رنگی > ناجورتاژکان              | Phytomastigina |
| Prorocentrum, Peridinium                      | حبابچه‌داران رنگی > حبابچه‌داران > Dinophyta  | Phytomastigina |
| Chlamydomonas, ولوکس, Nephroselmis            | باستان‌گیاهیان > سبزگیاهان > سبزتباران       | Phytomastigina |
| Euglena                                       | Excavata > Euglenozoa                       | Phytomastigina |